# Village fortifié de l’Amnia
Le village fortifié de l’Amnia est le site archéologique d'un ancien village du Mésolithique, qui avait été construit sur la rive droite de l’Amnia, en Sibérie occidentale, à environ 5 km au sud-est du village de Kazym (nl). Situé à moins de 300 km du cercle arctique, le site est remarquable par sa position septentrionale, son ancienneté (environ 6000 av. J.-C.) et par le fait qu’il était occupé par des chasseurs-cueilleurs sédentarisés, alors qu'on a longtemps attribué la sédentarité au seul Néolithique.

## Historique
Le site a été étudié à partir de 1987 et a été daté avec une plus grande précision 30 ans plus tard.

## Description
Implanté sur une flèche sablonneuse dominant la vallée fluviale marécageuse, le site comporte 10 dépressions liées aux emplacements des maisons, qui étaient protégées par une double ligne de fortifications défensives. Elles constituent le site Amnia I. 50 mètres plus à l’est, les traces d’un autre groupe de 10 maisons, sans structure défensive, forment le site Amnia II, quasiment contemporain.
Les fortifications sont circulaires et constituées de fossés et de palissades en bois. Les maisons semi-enterrées sont de plan rectangulaire et couvrent 13 à 41 m2 pour une profondeur allant jusqu’à 1,8 mètre. Elles possèdent une cheminée en leur centre, ce qui laisse penser qu’elles ont été habitées durablement. Le sol était éventuellement recouvert de brindilles de conifères. Le site a plusieurs fois été détruit par le feu, probablement à la suite de conflits violents.

## Vestiges archéologiques
Se trouvant dans la taïga, les habitants du village pêchaient des poissons et chassaient l’élan, le renne et le castor.
Des fragments de 45 récipients en céramique, à base plate ou pointue, ont été trouvés. Ils étaient décorés soit au peigne, soit avec des incisions, ce qui correspond aux premiers styles connus en Sibérie occidentale. Cette poterie décorée avec soin était utilisée pour la conservation des réserves de viande et d’huile de poisson.
On a trouvé de nombreux outils en pierre, notamment en quartz, mais aussi des microlames en silex et des têtes de projectile en ardoise,.
Après cette phase principale d’occupation vers 6000 av. J.-C., le site a été réoccupé au IVe millénaire av. J.-C..

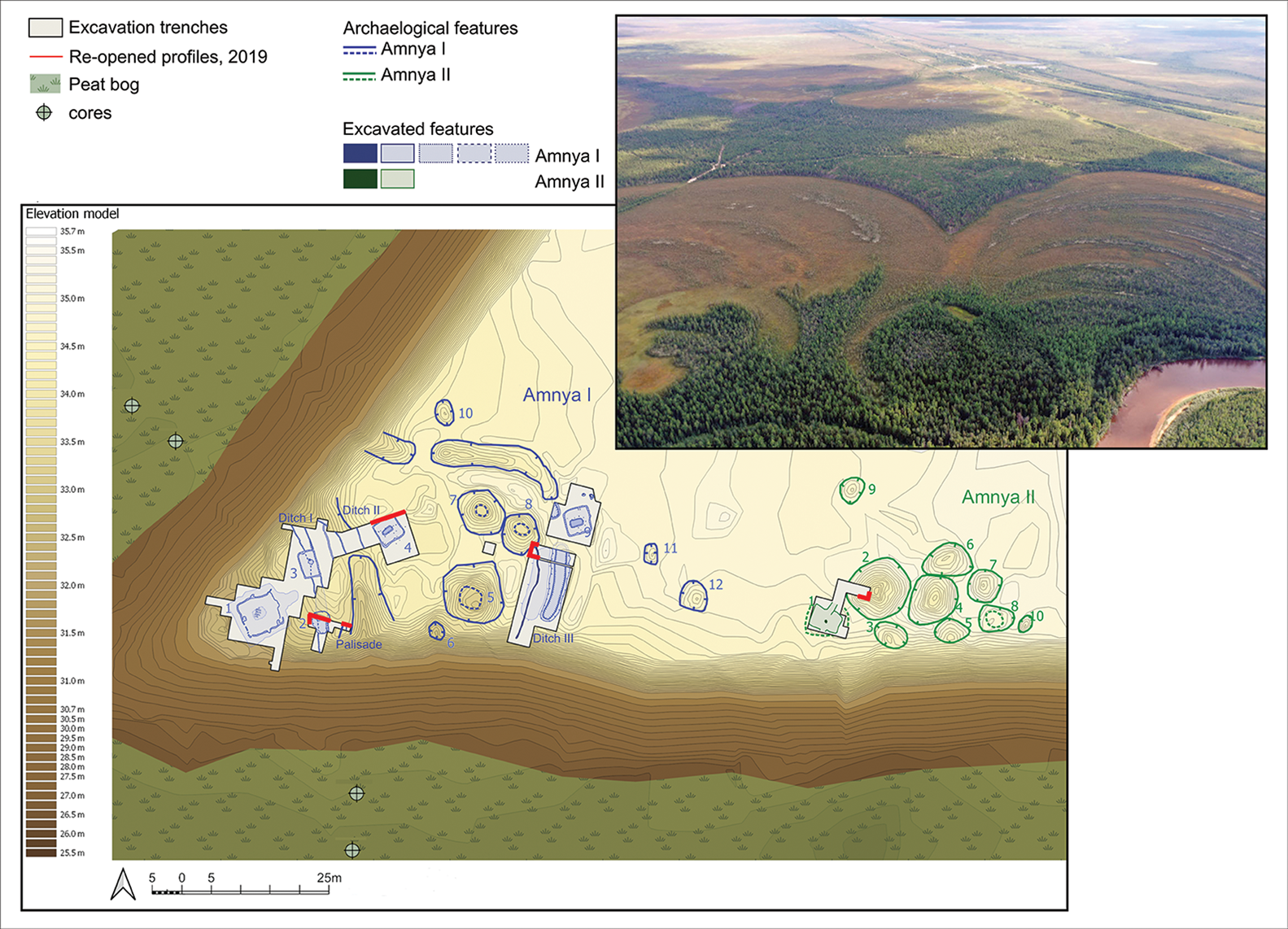
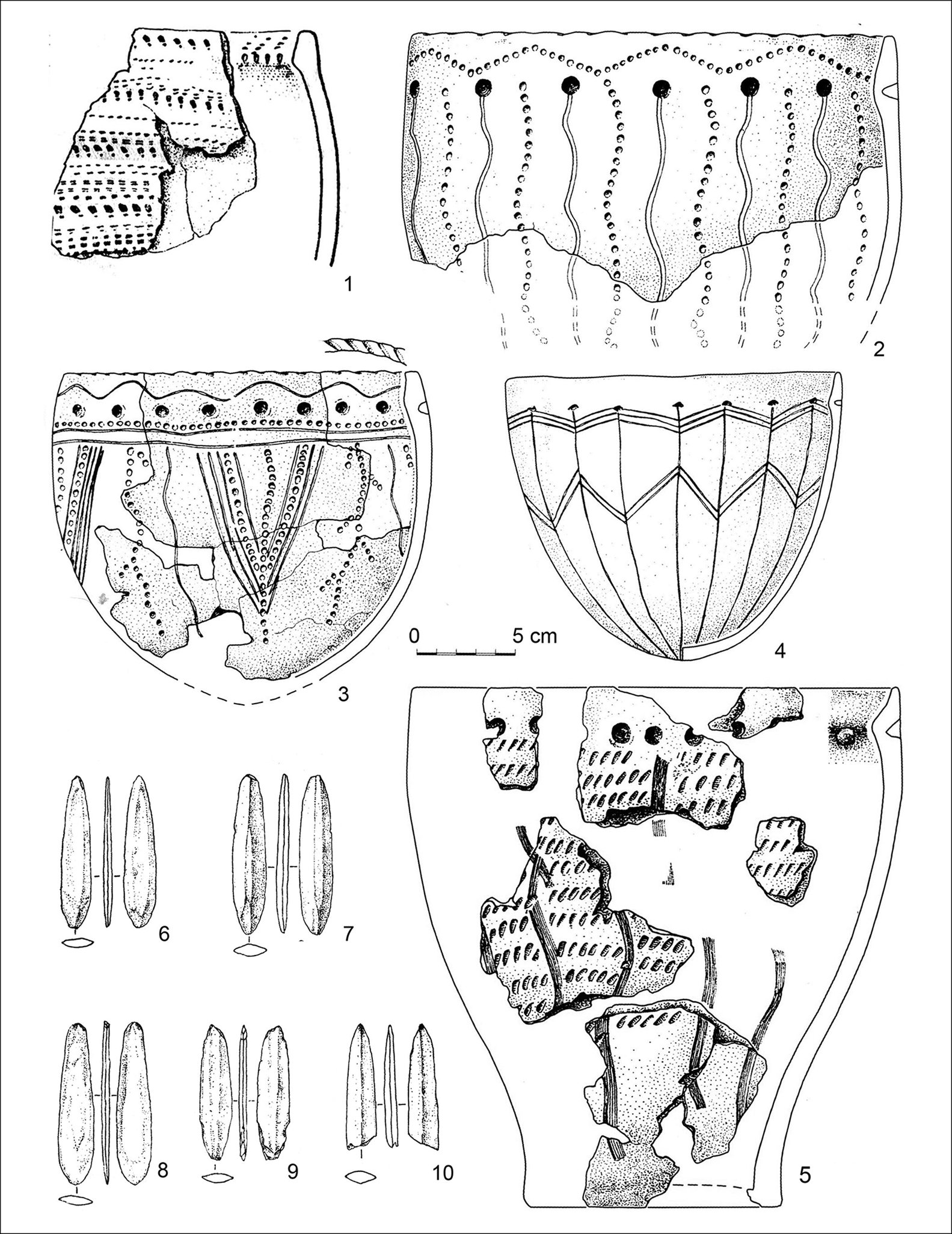
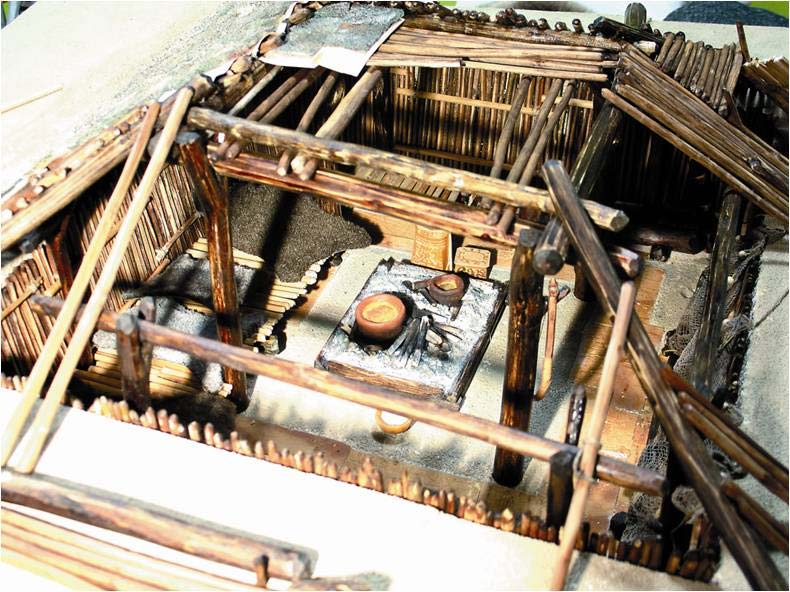

## Sites similaires
Une dizaine de sites de cette époque, composés de maisons semi-enterrées entourées de fortifications, sont connus dans le bassin de l’Ob, par exemple ceux d’Imnegan, Kayukovo et Mergen.
Le type culturel de l’Amnia se retrouve également sur le site ouvert de Kirip-Vis-Yugan 2, situé à quelques kilomètres, à la confluence de la rivière qui lui a donné son nom.